# Armigeres flavus
Armigeres flavus är en tvåvingeart som först beskrevs av George Frederick Leicester 1908.  Armigeres flavus ingår i släktet Armigeres och familjen stickmyggor. Inga underarter finns listade i Catalogue of Life.